# Overberg

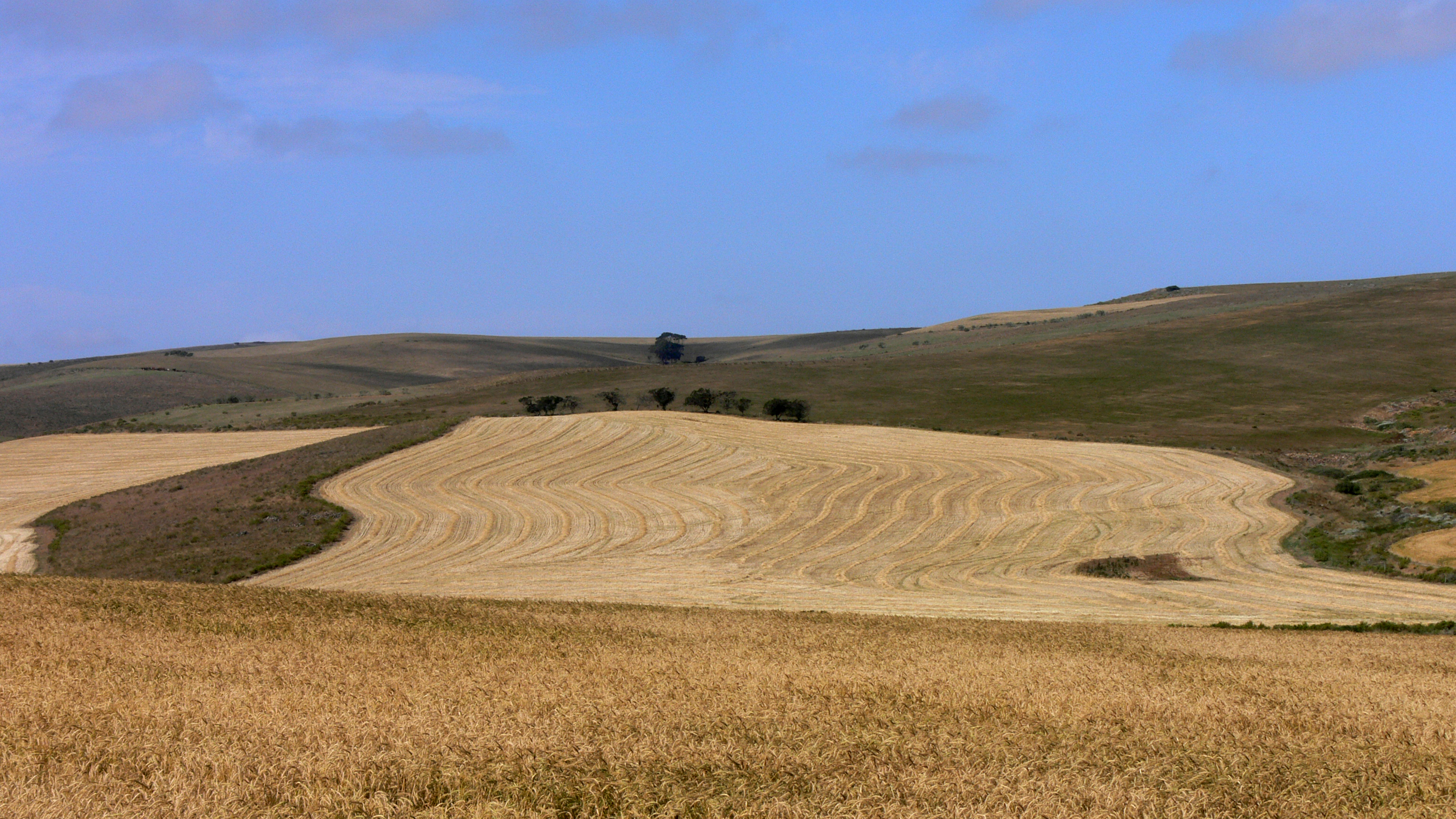

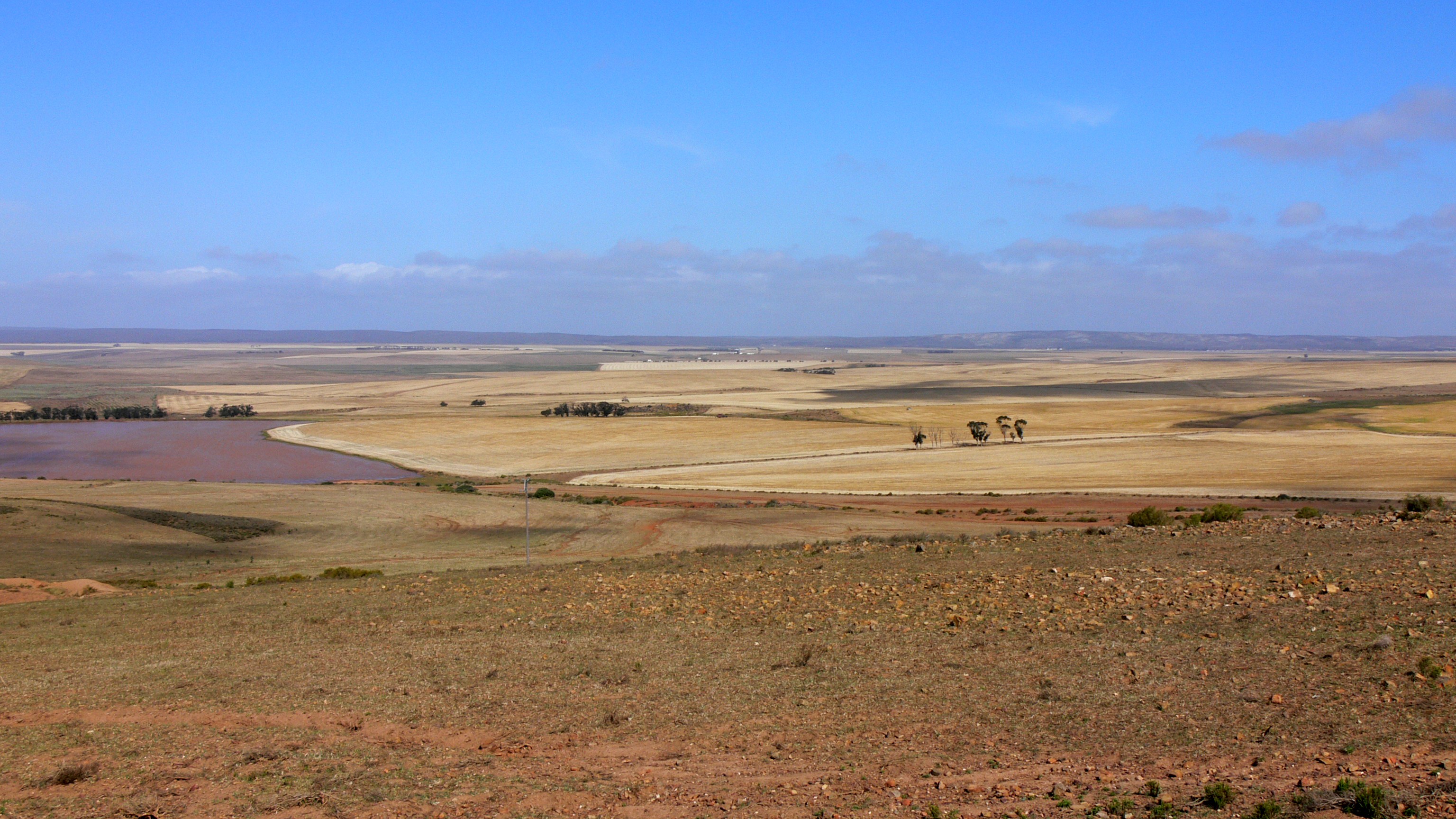

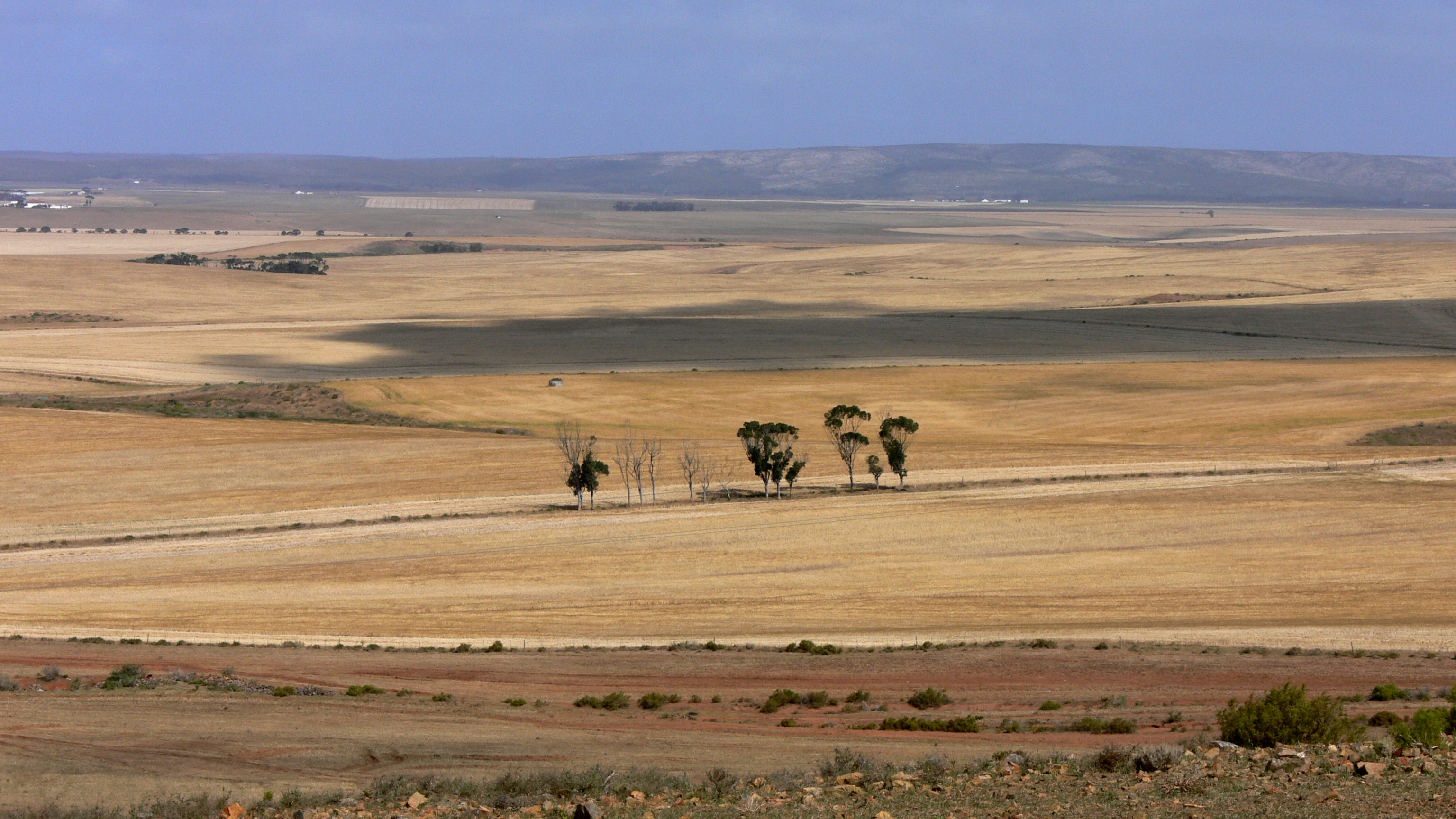

Overberg – region w Republice Południowej Afryki, położony na wschód od Kapsztadu, za górami Hottentots-Holland. Rozciąga się wzdłuż wybrzeża Prowincji Przylądkowej Zachodniej, pomiędzy Półwyspem Przylądkowym na zachodzie i regionem Garden Route oraz rzeką Breede na wschodzie. Od północy region ograniczony jest przez Riviersonderend, jedno z pasm gór Cape Fold Belt.
Region jest znany głównie z uprawy zbóż, głównie pszenicy, a także produkcji owoców.
Głównym miastami regionu są Hermanus, Caledon i Swellendam. W Overbergu leży także Przylądek Igielny, najbardziej na południe wysunięta część Afryki.